# Comment ça va
Comment ça va és una pel·lícula francesa dirigida per Jean-Luc Godard i Anne-Marie Miéville, estrenada el 1978.

## Argument
En el transcurs d'un reportatge en vídeo sobre la fabricació d'un diari comunista, un sindicalista del diari i una militant d'esquerres s'oposen amb el tractament i la fabricació de la informació, en particular al voltant de dues imatges, que cal acompanyar d'una llegenda: la foto d'un cara a cara entre un civil i un militar, a Portugal durant la revolució dels clavells, i la d'un enfrontament, a França durant una vaga, entre vaguistes i la CRS.

## Repartiment
- Anne-Marie Miéville: Odette
- Michel Marot: el redactor en cap